# Стрельбицкий, Любомир Владимирович
Любомир Владимирович Стрельбицкий (род. 29 июня 1950 года в Бориславе) — советский и украинский спортсмен, мастер спорта международного класса по стрельбе из лука. Преподаватель Львовского национального медицинского университета им. Д. Галицкого, отличник образования и науки Украины, доцент кафедры физической реабилитации, спортивной медицины, физического воспитания и валеологии.

## Биография
Родился в городе Борислав, Львовская область, в многодетной семье. Происходит из рода Стрельбицких. Учился в СШ № 1 и в музыкальной школе, играл на фортепиано, аккордеоне, баяне, гитаре. Воспитанник тренера по стрельбе из лука Тараса Бандеры (племянник Степана Бандеры). К окончанию школы уже имел первый разряд по стрельбе.
Для прохождения службы в армии на Стрельбицкого пришёл вызов от львовского спортивного клуба армии и от ансамбля песни и танца Прикарпатского военного округа, документы в спортроту успели оформить раньше, таким образом Стрельбицкий предпочёл спорт музыке. На службе он тренировался у Владимира Марковича, через несколько месяцев в Одессе он стал чемпионом вооружённых сил среди юниоров, а в следующем году на розыгрыше Кубка СССР в Кишинёве занял второе место после лидера советских лучников Виктора Сидорука. Когда же на чемпионате страны в эстонском Пярну он снова был вторым после Сидорука и ещё установил национальный рекорд на дистанции 70 метров, ему присвоили звание мастера спорта международного класса и зачислили в сборную СССР, за которую он выступал девять лет.
В 1976 году он окончил Львовский институт физкультуры, а через два года — Высшее командное военное инженерное училище в Каменец-Подольском.
Первый чемпион Европы в СССР, бронзовый призёр Первенства Европы 1970 года (в команде с Виктором Сидоруком и Вадимом Резником), чемпион СССР, чемпион Украины. Заслуженный тренер УССР (1985). Старший тренер команды вооруженных сил СССР. Полковник запаса. Судья национальной категории, отличник образования Украины (2007).
Вице-президент и старший тренер спортивного стрелкового клуба «Медин» при Львовском национальном медицинском университете им. Д. Галицкого.
Жена Любомира Стрелецкого Оксана — врач, у пары двое сыновей, которые пошли по стопам матери: Андрей — кардиохирург, Дмитрий — травматолог. Есть трое внуков: Соломия, Богдана и Олесь.